# Shelley (Idaho)
Shelley é uma cidade localizada no estado americano de Idaho, no Condado de Bingham.

## Demografia
Segundo o censo americano de 2000, a sua população era de 3813 habitantes.
Em 2006, foi estimada uma população de 4195, um aumento de 382 (10.0%).

## Geografia
De acordo com o United States Census Bureau tem uma área de
3,4 km², dos quais 3,4 km² cobertos por terra e 0,0 km² cobertos por água.

## Localidades na vizinhança
O diagrama seguinte representa as localidades num raio de 28 km ao redor de Shelley.